# Henry Ernest Muhlenberg
Pour les articles homonymes, voir Muhlenberg.
Henry Ernest Muhlenberg est un pasteur luthérien et botaniste américain né le 17 novembre 1753 à Trappe (Pennsylvanie), mort à Lancaster (Pennsylvanie) le 23 mai 1815.